# Simonos Petras

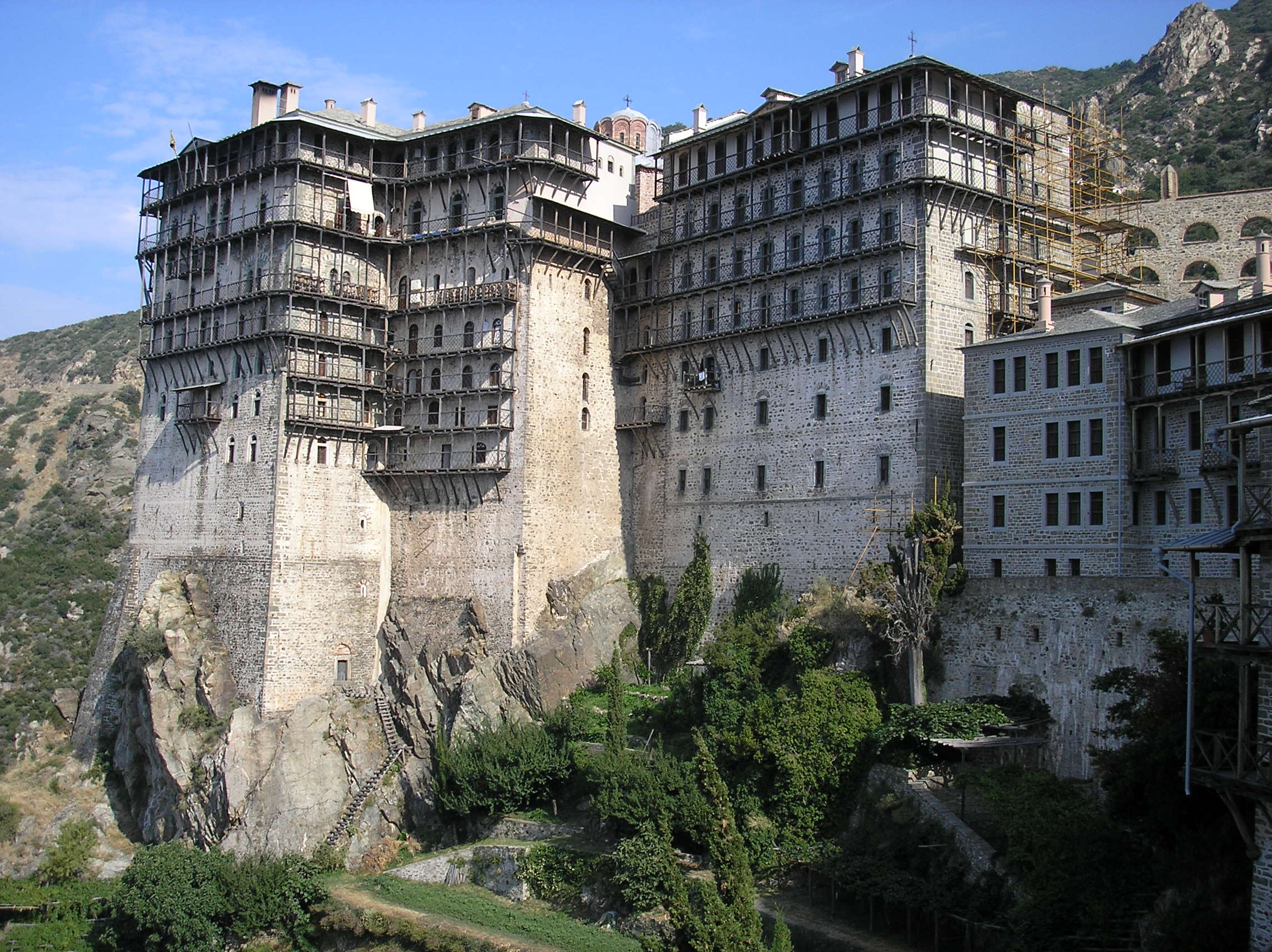
Kloster Simonos Petras

Moni Simonos Petras (griechisch Ιερά Μονή Σίμωνος Πέτρας Ierá Moní Símonos Pétras, deutsch ‚Heiliges Kloster des Felsen Simons‘, auch kurz Σιμωνόπετρα Simonópetra) ist ein griechisch-orthodoxes Kloster auf der Halbinsel Athos, Griechenland. In der Klosterhierarchie des Athos belegt es den dreizehnten Rang. 
Es wurde im 13. Jahrhundert der Legende nach durch Simon den Athoniten gegründet und 1364 durch den serbischen Despoten Jovan Uglješa erweitert. Manche Historiker halten den serbischen Fürsten für den eigentlichen Gründer. Nach einem Brand im 16. Jh., welcher das Kloster stark zerstörte, wurde es durch den rumänischen Fürsten Michael dem Tapferen erneuert. In den ersten Jahrhunderten waren die meisten Mönche Serben. Unter der späteren osmanischen Herrschaft ging das Kloster beinahe unter, bevor griechische Mönche aus Kleinasien kamen, von denen das Kloster in den letzten Jahrhunderten traditionell bewohnt wurde. Zuletzt galt es als Zufluchtstätte für Mönche der Meteora-Klöster, die vor dem dortigen Tourismus und der nationalistischen Vereinnahmung durch die Militärjunta geflohen sind. Als solches wurde es von Abt Emilianos ab 1973 mit einer neuen koinobitischen Ordnung versehen und belebt.
Das Kloster liegt an der Westküste des Athos und erinnert aufgrund seiner Bauweise an tibetische Klöster. Es liegt in mehr als 200 Meter Höhe auf einer recht steilen Felskuppe, die es völlig umschließt. Der Bau verfügt über zehn Stockwerke mit einer Gesamthöhe von etwa 40 Metern. Das Kloster ist der Geburt Christi geweiht.
Der Chor des Klosters hat sich durch die Veröffentlichung vieler byzantinischer Gesänge große Reputation erworben. Der Hymnus Agni Parthene ist der populärste aus dieser Sammlung; er hat dem Kloster weltweite Anerkennung eingebracht.
Es existiert ein Tochterkloster (Metochi) in Frankreich: Monastère Saint Antoine le Grand.